# 高松市立松島小学校
高松市立松島小学校（たかまつしりつ まつしましょうがっこう）は、香川県高松市松島町二丁目にかつて存在した公立小学校。2010年に閉校し、築地小学校、新塩屋町小学校と合併して高松第一小学校となった（所在地は同じ）。前身となった東浜玉川小学校から数えて125年、後述の明治期に統合された福浜小学校から数えると133年の歴史があった。

## 沿革
- 1877年 - 福浜小学校設立
- 1885年 - 東浜玉川小学校設立
- 1887年 - 東浜玉川小学校を東浜尋常小学校と改称
- 1892年 - 福浜小学校を沖松島簡易尋常小学校と改称
- 1898年 - 東浜簡易尋常小学校と沖松島簡易尋常小学校を統合し香川郡東浜村立東浜尋常小学校に
- 1914年 - 高等科が併設
- 1921年 - 高松市立東浜尋常小学校と改称
- 1941年 - 国民学校令により高松市立東浜国民学校に
- 1942年 - 高松市立松島国民学校に改称
- 1947年 - 学制改革により高松市立松島小学校と改称
- 1964年 - プール建設
- 2009年 - 新校舎に移転、同年に新設統合された高松市立高松第一中学校と同居
- 2010年 - 松島小学校閉校、近隣の学校と合併し高松市立第一小学校に

## 著名な卒業生
- 中西太(元プロ野球選手)

## 進学先中学校
- 高松市立光洋中学校

なお、2007年度まで下記の町域については高松市立玉藻中学校に進学していた。
松島町、観光町503番地13 - 16、18、505番地1・5 - 7・9、509番地1、510 - 538番地、539番地1・5